# The Little Bird
«The Little Bird» es una canción compuesta e interpretada por el cantante estadounidense John D. Loudermilk para su segundo álbum de estudio 12 Sides of John D. Loudermilk de 1962. La canción se convertiría en un éxito para los británicos The Nashville Teens y Marianne Faithfull en 1965.

## Versión de Marianne Faithfull

### Contexto
Marianne Faithfull fue la primera artista en grabar una versión de la canción con su título modificado a «This Little Bird». El registro lo hizo el 9 de abril de 1965 en los Olympic Sound Studios de Londres.
Lanzó la canción como sencillo el 30 de abril de 1965 en el sello Decca, y más tarde aparecería en la versión estadounidense de Marianne Faithfull (1965), en el álbum sudafricano al que llegaría dar título alternativo, This Little Bird (1965), y en el álbum británico Love in a Mist, de 1967. También hizo una versión en italiano con el título «Un piccolo cuore», lanzada en Italia en la cara B de su sencillo «Quando ballai con lui» (versión italiana de «Morning Sun») publicado el 30 de noviembre de 1965.

### Recepción
Ingresó el 6 de mayo de 1965 en las listas del Reino Unido, donde estuvo por once semanas, cuatro de ellas en el top 10, y en donde alcanzó el puesto número 6.
El 8 de mayo ingresó a la lista británica Melody Maker, en la cual se mantuvo por diez semanas, y en donde alcanzó el puesto número 6.
En Irlanda ingresó el 31 de mayo, se mantuvo por tres semanas y alcanzó el puesto 9, al igual que «As Tears Go By».
En Estados Unidos ingresó el 5 de junio. Alcanzó la posición número 32 de la lista de Billboard, en cuya reseña decía: «Con una intrigante pieza de material de la pluma de John Loudermilk, la señorita Faithfull combina la belleza de su sentimiento folk con un respaldo comercial de coro y orquesta. Un jardinero izquierdo que debe ir hasta el final».
En Canadá ingresó en dos listas, la CHUM y el top 40 de la revista RPM. Primero lo hizo en la revista, donde estuvo cinco semanas. La primera semana de junio ingresó con el puesto número 37. Su mejor posición fue el número 18, con el cual se retiró. El 21 de junio lo hizo en la lista CHUM, en el número 48. En esta lista estuvo seis semanas, y su mejor puesto lo obtuvo el 19 de julio, en el número 25.
El 5 de julio ingresó al puesto 89 en el top 100 de la revista americana Cash Box, donde estuvo ocho semanas. Su mejor posición la obtuvo la séptima semana, en el puesto 34.
El 13 de agosto ingresó al top 20 de la lista de Sudáfrica, en la cual estuvo seis semanas en donde alcanzó el puesto número 17.